# Nitrocarboxylation
 (novembre 2023).
Si vous disposez d'ouvrages ou d'articles de référence ou si vous connaissez des sites web de qualité traitant du thème abordé ici, merci de compléter l'article en donnant les références utiles à sa vérifiabilité et en les liant à la section « Notes et références ».
La nitrocarboxylation désigne la réaction chimique conduisant à l'ajout simultané de fonctions chimiques oxygénées de type carboxyle, hydroxyle, cétone et des fonctions azotés de type nitroso, amine et nitrile.
La nitrocarboxylation est un procédé permettant de modifier les propriétés physicochimiques des surfaces de certains matériaux en augmentant leurs facultés d'adhésion.
Avantages : ultra-écologique, coût d'exploitation faible.